# Wasilij Akulincew
Wasilij Kuźmicz Akulincew (ros. Васи́лий Кузьми́ч Аку́линцев, ur. 21 marca 1916, zm. 28 marca 1993) – radziecki działacz partyjny.

## Życiorys
Urodzony w rodzinie rosyjskiej. Od 1931 był działaczem Komsomołu, pracownikiem gospodarki i związkowcem w Magnitogorsku, 1941 ukończył Magnitogorski Instytut Górniczo-Metalurgiczny, 1941-1944 pracował jako inżynier w Zakładzie Metalurgicznym w Złatouście. Od 1944 należał do WKP(b) i był funkcjonariuszem partyjnym, 1947 zaocznie ukończył Wyższą Szkołę Partyjną przy KC WKP(b), 1950-1951 pełnił funkcję I sekretarza Komitetu Miejskiego KP(b)U w Jenakijewem. Następnie przeniesiony do Turkmeńskiej SRR, 1952-1956 kierownik wydziału KC Komunistycznej Partii Turkmenistanu, 1956-1961 sekretarz KC KPT, 1961-1962 przewodniczący Sownarchozu Turkmeńskiej SRR, 1962-1965 zastępca przewodniczącego Środkowoazjatyckiego Biura KC KPZR. Następnie (1965-1968) inspektor KC KPZR, 1968-1979 I sekretarz Komitetu Obwodowego KPK w Karagandzie, od 1979 na emeryturze. Deputowany do Rady Najwyższej ZSRR 6, 8 i 9 kadencji. Pochowany na Cmentarzu Trojekurowskim.